# Illiberis silvestris
Illiberis silvestris es una especie de mariposa de la familia Zygaenidae.
Fue descrita científicamente por Strand en 1915.